# Кубок світу з біатлону 2013—2014 — етап 1
Перший етап Кубка світу з біатлону 2013—14 відбувався в Естерсунді, Швеція, з 22 листопада по 1 грудня 2013 року. До програми етапу було включено 7 гонок: індивідуальна, спринт та гонка переслідування у чоловіків та жінок, а відкриється етап змішаною естафетою.

## Гонки
Розклад гонок наведено нижче.
| Дата         | Час       | Гонка                                  |
| ------------ | --------- | -------------------------------------- |
| 24 листопада | 15:30 CET | Змішана естафета 2х6+2х7,5 км          |
| 27 листопада | 17:15 CET | Жінки, індивідуальна гонка на 15 км    |
| 28 листопада | 17:15 CET | Чоловіки, індивідуальна гонка на 20 км |
| 29 листопада | 17:45 CET | Жінки, спринт на 7,5 км                |
| 30 листопада | 15:15 CET | Чоловіки, спринт на 10 км              |
| 1 грудня     | 11:30 CET | Жінки, переслідування 10 км            |
| 1 грудня     | 13:30 CET | Чоловіки, переслідування 12,5 км       |

## Змішана естафета

### Призери
| Гонка:                                  | Золото:                                                                | Час                                                       | Срібло:                                                                   | Час                                                       | Бронза:                                                                | Час                                                       |
| Естафета 2 x 6 км + 2 x 7,5 км Протокол | Чехія Вероніка Віткова Габріела Соукалова Зденек Вітек Ондрей Моравець | 1:17:05.6 (0+1) (0+1) (0+1) (0+0) (0+0) (0+2) (0+2) (0+1) | Норвегія Тура Бергер Сіннове Солемдаль Ветле Шостад Крістіансен Тар'єй Бо | 1:17:15.8 (1+3) (0+0) (0+3) (0+2) (0+1) (0+0) (0+1) (0+2) | Україна Олена Підгрушна Валя Семеренко Сергій Семенов Андрій Дериземля | 1:18:16.8 (0+2) (0+3) (0+2) (0+1) (0+0) (0+0) (0+1) (0+3) |

## Чоловіки

### Призери
| Гонка:                                                                       | Золото:               | Час                   | Срібло:                  | Час                   | Бронза:                 | Час                   |
| Індивідуальна 20 км Протокол [Архівовано 15 вересня 2015 у Wayback Machine.] | Мартен Фуркад Франція | 50:10.9 (0+0+0+0)     | Сімон Едер Австрія       | 52:17.0 (0+0+0+1)     | Даніель Мезотіч Австрія | 52:31.1 (1+0+0+0)     |
| Спринт 10 км Протокол [Архівовано 15 вересня 2015 у Wayback Machine.]        | Мартен Фуркад Франція | 25:56.0 (0+1)         | Фредрік Ліндстрем Швеція | 26:02.5 (0+0)         | Тім Берк США            | 26:27.3 (0+0)         |
| Переслідування 12,5 км                                                       | скасовано через вітер | скасовано через вітер | скасовано через вітер    | скасовано через вітер | скасовано через вітер   | скасовано через вітер |

## Жінки

### Призери
| Гонка:                                                                     | Золото:                                | Час                                    | Срібло:                                | Час                                    | Бронза:                                | Час                                    |
| Індивідуальна 15 км Протокол [Архівовано 1 грудня 2013 у Wayback Machine.] | Габріела Соукалова Чехія               | 47:56.0 (0+1+1+0)                      | Анастасія Кузьміна Словаччина          | 47:57.2 (0+2+0+0)                      | Марі Лор Брюне Франція                 | 48:12.2 (0+0+0+1)                      |
| Спринт 7,5 км Протокол [Архівовано 1 грудня 2013 у Wayback Machine.]       | Анн Крістін Флатланд Норвегія          | 20:41.2 (0+0)                          | Ольга Зайцева Росія                    | 20:57.1 (0+0)                          | Тура Бергер Норвегія                   | 21:03.2 (1+0)                          |
| Переслідування 10 км                                                       | Гонку зупинено й скасовано через вітер | Гонку зупинено й скасовано через вітер | Гонку зупинено й скасовано через вітер | Гонку зупинено й скасовано через вітер | Гонку зупинено й скасовано через вітер | Гонку зупинено й скасовано через вітер |

## Досягнення
Найкращий виступ за кар'єру
| - Міланко Петрович (SRB), 31 місце в спринті - Корнел Пучіану (ROU), 48 місце в спринті | - Тіріл Екгофф (NOR), 5 місце в інд. гонці - Доротея Вірер (ITA), 8 місце в інд. гонці - Кадрі Легтла (EST), 15 місце в інд. гонці - Барбора Томешова (CZE), 20 місце в інд. гонці - Гілде Фенне (NOR), 21 місце в інд. гонці - Катаріна Іннергофер (AUT), 33 місце в інд. гонці - Грете Гайм (EST), 39 місце в інд. гонці - Санна Маркканен (FIN), 52 місце в інд. гонці - Ірина Старих (RUS), 5 місце в спринті - Франціска Пройс (GER), 27 місце в спринті |

Перша гонка в Кубку світу
|  | - Мона Брорссон (SWE), 40 місце в інд. гонці - Франціска Пройс (GER), 44 місце в інд. гонці - Аня Ерзен (SLO), 54 місце в інд. гонці - Юрі Танака (JPN), 81 місце в інд. гонці |